# Блумзбері (Нью-Джерсі)
Блумзбері (англ. Bloomsbury) — місто (англ. borough) в США, в окрузі Гантердон штату Нью-Джерсі. Населення — 792 особи (2020).

## Географія
Блумзбері розташоване за координатами 40°39′18″ пн. ш. 75°4′49″ зх. д. / 40.65500° пн. ш. 75.08028° зх. д. (40.655107, -75.080197).  За даними Бюро перепису населення США в 2010 році місто мало площу 2,36 км², з яких 2,27 км² — суходіл та 0,09 км² — водойми. В 2017 році площа становила 2,49 км², з яких 2,41 км² — суходіл та 0,08 км² — водойми.

## Демографія
Згідно з переписом 2010 року, у селищі мешкало 870 осіб у 337 домогосподарствах у складі 237 родин. Було 358 помешкань
Расовий склад населення:
| - 95,4 % — білих - 1,8 % — азіатів - 1,0 % — чорних або афроамериканців |

До двох чи більше рас належало 1,4 %. Частка іспаномовних становила 4,0 % від усіх жителів.
За віковим діапазоном населення розподілялося таким чином: 27,0 % — особи молодші 18 років, 63,8 % — особи у віці 18—64 років, 9,2 % — особи у віці 65 років та старші. Медіана віку мешканця становила 40,1 року. На 100 осіб жіночої статі у селищі припадало 105,2 чоловіків;  на 100 жінок у віці від 18 років та старших — 101,6 чоловіків також старших 18 років.
Середній дохід на одне домашнє господарство  становив 94 870 доларів США (медіана — 76 071), а середній дохід на одну сім'ю — 111 420 доларів (медіана — 102 500). Медіана доходів становила 62 361 долар для чоловіків та 53 750 доларів для жінок. За межею бідності перебувало 5,3 % осіб, у тому числі 8,1 % дітей у віці до 18 років та 3,1 % осіб у віці 65 років та старших.
Цивільне працевлаштоване населення становило 396 осіб. Основні галузі зайнятості: освіта, охорона здоров'я та соціальна допомога — 24,0 %, науковці, спеціалісти, менеджери — 12,4 %, виробництво — 12,4 %.